# Marineland (Floride)
Pour les articles homonymes, voir Marineland.
Marineland est une ville située dans les comtés de Flagler et de Saint Johns en Floride, aux États-Unis.

## Démographie
| 1950 | 1960 | 1970 | 1980 | 1990 | 2000 |
| ---- | ---- | ---- | ---- | ---- | ---- |
| 9    | 9    | 13   | 31   | 21   | 6    |

| 2010 | - | - | - | - | - |
| ---- | - | - | - | - | - |
| 16   | - | - | - | - | - |